# Шпиківська селищна рада
Шпи́ківська се́лищна ра́да — адміністративно-територіальна одиниця та орган місцевого самоврядування в Тульчинському районі Вінницької області. Адміністративний центр — селище міського типу Шпиків.

## Загальні відомості
Шпиківська селищна рада утворена в 1962 році.
- Територія ради: 48,381 км²
- Населення ради: 4 291 особа (станом на 2001 рік)
- Територією ради протікає річка Шпиківка

## Населені пункти
Селищній раді підпорядковані населені пункти:
- смт Шпиків
- с. Винокурня
- с. Кленове
- с-ще Соснівка
- с. Шпиківка

## Склад ради
Рада складається з 20 депутатів та голови.
- Голова ради: Панасюк Микола Васильович
- Секретар ради: Семко Наталія Володимирівна

### Керівний склад попередніх скликань
| Прізвище, ім'я, по батькові | Основні відомості                                                              | Дата обрання | Дата звільнення |
| --------------------------- | ------------------------------------------------------------------------------ | ------------ | --------------- |
| Панасюк Микола Васильович   | Селищний голова, 1944 року народження, безпартійний                            | 26.03.2006   | 31.10.2010      |
| Панасюк Микола Васильович   | Селищний голова, 1942 року народження, освіта середня спеціальна, безпартійний | 31.10.2010   |                 |

Примітка: таблиця складена за даними сайту Верховної Ради України

### Депутати
За результатами місцевих виборів 2010 року депутатами ради стали:

#### За суб'єктами висування
| Суб'єкт висування                     | Кількість обраних депутатів | %  |
| ------------------------------------- | --------------------------- | -- |
| Партія регіонів                       | 12                          | 60 |
| Самовисування                         | 4                           | 20 |
| Політична партія Народний Рух України | 3                           | 15 |
| Соціалістична партія України          | 1                           | 5  |

#### За округами
| № округу                              | Прізвище, ім'я, по батькові    | Дата визнання обраним | Освіта             | Партійна приналежність | Відомості про обраного депутата                              |
| ------------------------------------- | ------------------------------ | --------------------- | ------------------ | ---------------------- | ------------------------------------------------------------ |
| Партія регіонів                       |                                |                       |                    |                        |                                                              |
| 1                                     | Присяжнюк Алла Леонідівна      | 01.11.2010            | вища               | позапартійна           | СТ «Кобзар», голова                                          |
| 2                                     | Петровський Леонід Борисович   | 01.11.2010            | вища               | позапартійний          | Шпиківська лікарня ветеринарної медицини, завідувач          |
| 3                                     | Хрустальов Сергій Валерійович  | 01.11.2010            | вища               | позапартійний          | смт Шпиків, будівельник                                      |
| 5                                     | Волинець Микола Григорович     | 01.11.2010            | середня спеціальна | позапартійний          | приватний підприємець                                        |
| 7                                     | Слободянюк Наталія Миколаівна  | 01.11.2010            | вища               | позапартійна           | Шпиківська сільська рада, працівник                          |
| 8                                     | Вибиваний Василь Петрович      | 01.11.2010            | середня спеціальна | позапартійний          | смт Шпиків, головний інженер                                 |
| 9                                     | Семко Наталія Володимирівна    | 01.11.2010            | вища               | позапартійна           | Шпиківська сільська рада, секретар                           |
| 14                                    | Фігура Сергій Петрович         | 01.11.2010            | вища               | член Партії регіонів   | Шпиків, паливний склад, директор                             |
| 15                                    | Крисько Микола Михайлович      | 01.11.2010            | середня спеціальна | позапартійний          | ВАТ «Південнозахідшляхбуд», керівник проекту                 |
| 16                                    | Волос Михайло Васильович       | 01.11.2010            | середня спеціальна | позапартійний          | пенсіонер                                                    |
| 17                                    | Будзінський Леонід Миколайович | 01.11.2010            | середня спеціальна | позапартійний          | Шпиківська сільська рада, спеціаліст-землевпорядник          |
| 18                                    | Горобчук Микола Васильович     | 01.11.2010            | середня спеціальна | позапартійний          | Шпиківськи електромережі, майстер електричних мереж          |
| Політична партія Народний Рух України |                                |                       |                    |                        |                                                              |
| 11                                    | Нич Алла Михайлівна            | 01.11.2010            | вища               | позапартійна           | тимчасово не працює                                          |
| 12                                    | Сивий Петро Миколайович        | 01.11.2010            | середня спеціальна | позапартійний          | тимчасово не працює                                          |
| 20                                    | Вишневський Валерій Васильович | 01.11.2010            | середня спеціальна | позапартійний          | ВАТ"Південнозахідшляхбуд", робітник                          |
| Соціалістична партія України          |                                |                       |                    |                        |                                                              |
| 6                                     | Герус Людмила Олексіївна       | 01.11.2010            | середня спеціальна | позапартійна           | Шпиківська музична школа, працівник                          |
| Самовисування                         |                                |                       |                    |                        |                                                              |
| 4                                     | Янін Юрій Михайлович           | 01.11.2010            | середня спеціальна | позапартійний          | СТ «Левківці», голова                                        |
| 10                                    | Токаренко Ігор Миколайович     | 01.11.2010            | вища               | позапартійний          | пенсіонер                                                    |
| 13                                    | Додон Володимир Іванович       | 01.11.2010            | середня спеціальна | позапартійний          | тимчасово не працює                                          |
| 19                                    | Гоцуляк Андрій Васильович      | 01.11.2010            | вища               | позапартійний          | Шпиківська загальноосвітня школа, вчитель трудового навчання |